# Octobass
Octobass là một nhạc cụ dây dùng vĩ có kích thước cực lớn và hiếm có, được chế tạo lần đầu tiên vào khoảng năm 1850 tại Paris bởi thợ làm đàn người Pháp Jean-Baptiste Vuillaume (1798–1875). Đàn Octobass có ba dây và về cơ bản là một phiên bản lớn hơn của contrebasse. Mẫu vật Octobass trong bộ sưu tập của Bảo tàng âm nhạc ở Paris có kích thước về chiều cao là 3.48m (11 ft 5 in), trong khi Contrebasse có kích thước đầy đủ thường chỉ xấp xỉ 2 m (6 ft 7 in).
Vì có kích thước quá khổ và độ dày của dây đàn rất lớn nên người chơi chỉ có thể chơi bằng cách sử dụng một hệ thống cần gạt và bàn đạp. Các đòn bẩy dùng để gắn các kẹp kim loại được định vị phía trên bàn phím và cổ đàn ở các vị trí cụ thể. Những chiếc kẹp này hoạt động như một thiết bị bấm vào dây đàn nhằm phát ra âm thanh khi người biểu diễn kéo tay xuống vào những cần gạt. Octobass chưa bao giờ được sản xuất trên quy mô lớn hoặc được sử dụng nhiều bởi các nhà soạn nhạc (mặc dù Hector Berlioz đã rất ưu ái nhạc cụ này và đã đề xuất áp dụng rộng rãi).
Tác phẩm duy nhất được biết đến từ Thế kỷ 19 dành cho octobass là tác phẩm Messe solennelle de Sainte-Cécile của Charles Gounod. Trong tác phẩm này, octobass chỉ xuất hiện trong chương V là "Benedictus" và chương VI là "Agnus Dei." Octobass thường chơi với một quãng tám dưới Contrebasse.

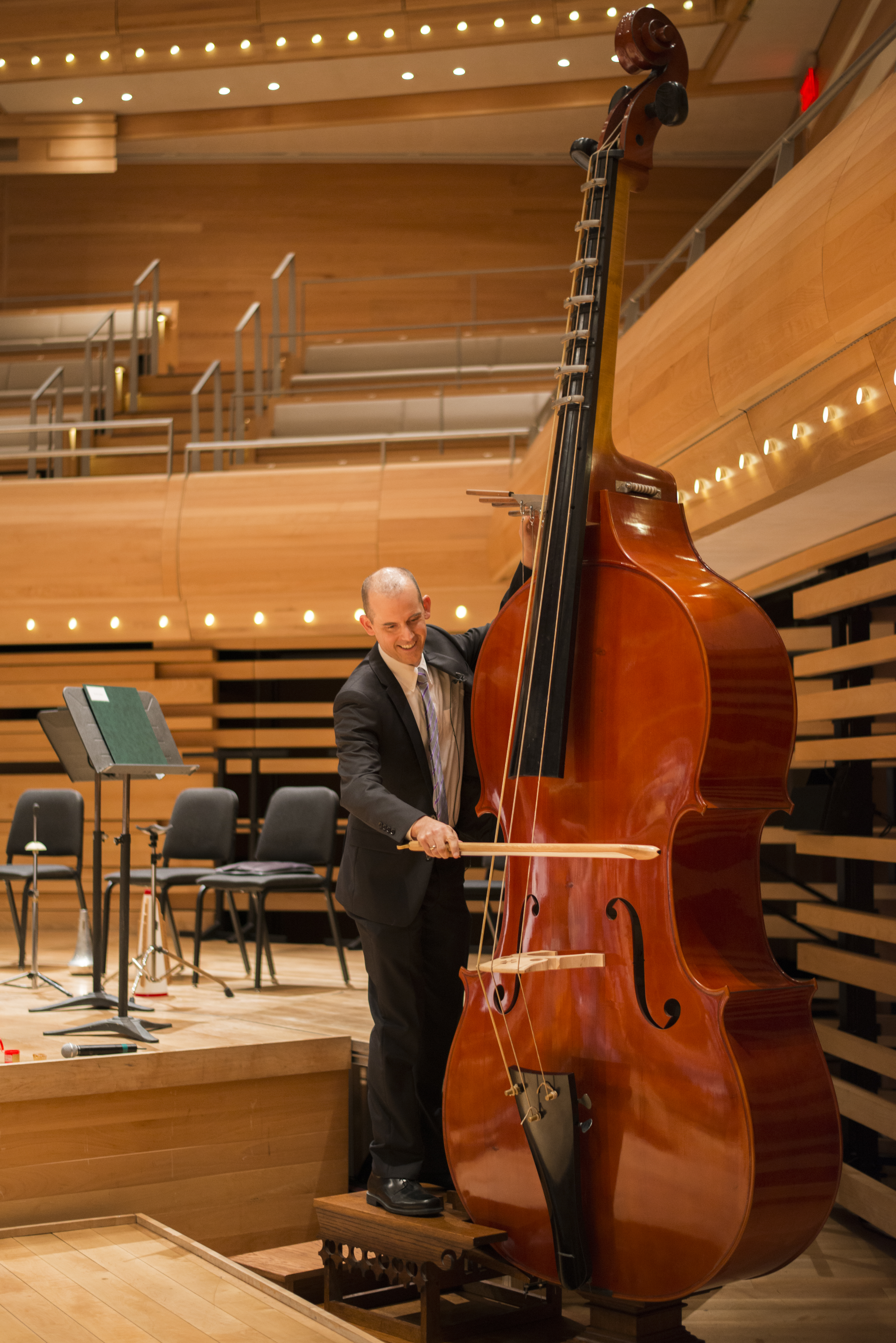
Đàn Octobass của Dàn nhạc Giao hưởng Montreal.

Ngoài hiện vật trưng bày ở Paris, đàn octobasses còn tồn tại trong các bộ sưu tập của Bảo tàng Nhạc cụ ở Phoenix, Arizona và Bảo tàng Kunsthistorisches ở Viên. Vào tháng 10 năm 2016, công ty Canimex ở Quebec đã tặng một cây octobass cho Dàn nhạc Giao hưởng Montreal, hiện là dàn nhạc duy nhất trên thế giới sở hữu một chiếc Octobass. Chiếc đàn này được chế tạo bởi thợ làm đàn Jean-Jacques Pagès ở Mirecourt, Pháp, vào năm 2010.

## Âm vực và lên dây
Theo Berlioz, ba dây của đàn octobass được lên dây lần lượt theo cao độ C1, G1 và C2 . Sự lên dây này đã mang lại cho đàn octobass một âm vực thấp hơn cello một quãng tám và ngang bằng với contrebasse hiện đại với phần cuộn xoắn ốc. Tuy nhiên, vào thời điểm octobass được phát minh, contrebasse thiếu phần này và chỉ có thể giảm cao độ xuống mức tối đa E1 hoặc G1. Cơ chế này cho phép mỗi dây đàn có thể cách phạm vi một quãng năm đúng và cung cấp cho nhạc cụ một âm vực đến G2. Cây octobass tại Bảo tàng âm nhạc ở Paris sử dụng dây ruột động vật chính xác theo chu kỳ và được lên dây như này mặc dù trong ít nhất một số bản ghi âm, việc điều chỉnh tổng thể là nửa cung.
Nhạc cụ tại Bảo tàng Nhạc cụ ở Phoenix thì sử dụng dây kim loại quấn hiện đại, được lên dây với cao độ C0, G0, D1. Việc điều chỉnh này mang lại cho đàn một dải thấp hơn hai quãng tám so với cello và một quãng tám bên dưới contrebess hiện đại với phần cuộn xoắn ốc. Berlioz đã đặc biệt lưu ý sự điều chỉnh này trong chuyên luận về dàn nhạc của mình, và ông cho rằng điều này là sai lầm. Cây octobass ở Paris, có cao độ cho phép mỗi dây cách nhau một quãng năm đúng, tạo nên âm vực một dải cao độ lên đến A1. Các tần số cơ bản của các nốt thấp nhất trong cách lên dây này nằm dưới 20 Hz — giới hạn dưới phổ biến của phạm vi thính giác — điều đó có nghĩa là sẽ có nốt thấp hơn phạm vi con người nghe được, nhưng những nốt này tuy nhiên vẫn có thể nghe được do âm vang bội mà chúng tạo ra.

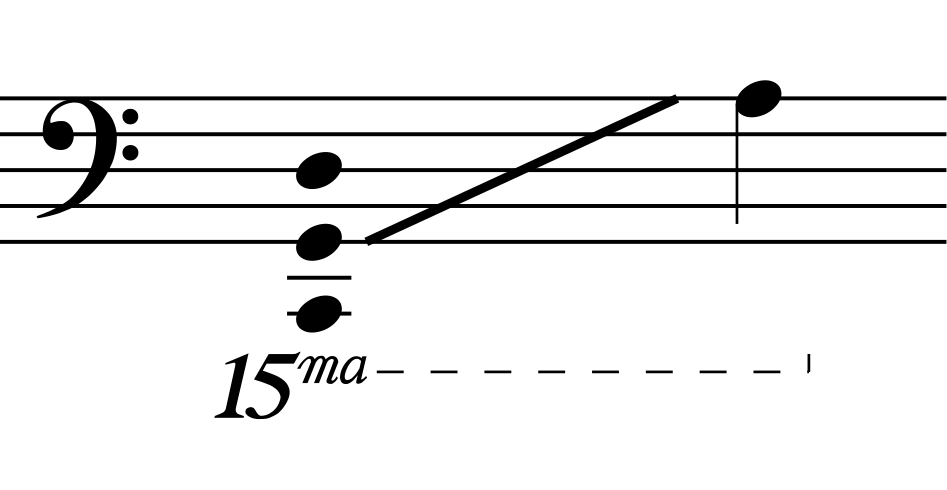
Phạm vi chơi của octobass thuộc sở hữu của Bảo tàng Nhạc cụ ở Phoenix, Arizona.

Dàn nhạc giao hưởng Montreal sử dụng dây đàn ruột và lên dây theo cao độ A0, E1, B1 và có âm vực cao đến F♯2 .

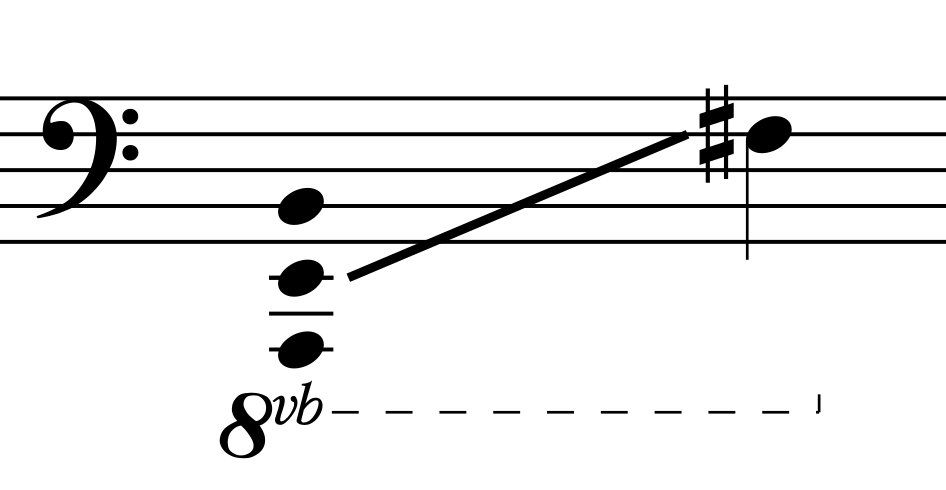
Phạm vi chơi của octobass thuộc sở hữu của Dàn nhạc Giao hưởng Montreal.